# Championnat du Luxembourg de football 1956-1957
Navigation
Saison précédente Saison suivante
La saison 1956-1957 du Championnat du Luxembourg de football était la 43e édition du championnat de première division au Luxembourg. Les douze meilleurs clubs du pays se retrouvent au sein d'une poule unique, la Division Nationale, où ils s'affrontent deux fois, à domicile et à l'extérieur. À l'issue du championnat, les deux derniers du classement sont relégués et remplacés par les deux meilleurs clubs de Division d'Honneur, la deuxième division luxembourgeoise.
Le Stade Dudelange redevient champion du Luxembourg en terminant en tête du classement final, avec 6 points d'avance sur la Jeunesse d'Esch et 10 sur le club des Red Boys Differdange. C'est le 9e titre de champion du Luxembourg de l'histoire du Stade Dudelange. Le tenant du titre, le CA Spora Luxembourg, ne prend que la 5e place à 15 points du Stade mais remporte la Coupe du Luxembourg en battant en finale le futur champion, le Stade Dudelange.

## Les 12 clubs participants
| - Stade Dudelange - National Schifflange - Red Boys Differdange - CS Grevenmacher - Promu de Division d'Honneur - CA Spora Luxembourg - Red Star Merl-Belair | - AS La Jeunesse d'Esch - Union Luxembourg - Progrès Niedercorn - Fola Esch - SC Tétange - Promu de Division d'Honneur - Alliance Dudelange |

## Compétition

### Classement
Le barème utilisé pour établir le classement est le suivant :
- Victoire : 2 points
- Match nul : 1 point
- Défaite : 0 point

| Rang | Équipe                      | Pts | J  | G  | N | P  | Bp | Bc | Diff |
| ---- | --------------------------- | --- | -- | -- | - | -- | -- | -- | ---- |
| 1    | Stade Dudelange             | 37  | 22 | 17 | 3 | 2  | 71 | 14 | +57  |
| 2    | Jeunesse d'Esch             | 31  | 22 | 14 | 3 | 5  | 47 | 24 | +23  |
| 3    | Red Boys Differdange        | 27  | 22 | 12 | 3 | 7  | 41 | 25 | +16  |
| 4    | CS Grevenmacher (P)         | 24  | 22 | 10 | 4 | 8  | 56 | 39 | +17  |
| 5    | CA Spora Luxembourg (T) (C) | 22  | 22 | 8  | 6 | 8  | 61 | 49 | +12  |
| 6    | Union Luxembourg            | 21  | 22 | 9  | 3 | 10 | 38 | 42 | -4   |
| 7    | Alliance Dudelange          | 21  | 22 | 8  | 5 | 9  | 38 | 42 | -4   |
| 8    | Progrès Niedercorn          | 21  | 22 | 9  | 3 | 10 | 40 | 46 | -6   |
| 9    | SC Tétange (P)              | 20  | 22 | 8  | 4 | 10 | 37 | 48 | -11  |
| 10   | Fola Esch                   | 19  | 22 | 5  | 9 | 8  | 35 | 53 | -18  |
| 11   | National Schifflange        | 17  | 22 | 6  | 5 | 11 | 36 | 48 | -12  |
| 12   | Red Star Merl-Belair        | 4   | 22 | 1  | 2 | 19 | 29 | 99 | -70  |

|  | Coupe d'Europe des clubs champions 1957-1958                                                 |
|  | Relégation en Division d'Honneur                                                             |
|  | (T) Tenant du titre (C) Vainqueur de la Coupe du Luxembourg (P) : Promu de deuxième division |

## Bilan de la saison
| Championnat du Luxembourg de football 1956-1957 |                            |
| Champion                                        | Stade Dudelange (9e titre) |
| Coupes et trophées                              |                            |
| Vainqueur de la Coupe du Luxembourg 1956-1957   | CA Spora Luxembourg        |
| Qualifications continentales                    |                            |
| Coupe d'Europe des clubs champions 1957-1958    | Stade Dudelange            |
| Promotions et relégations                       |                            |
| Promus en Division Nationale                    | Chiers Rodange             |
| Promus en Division Nationale                    | US Dudelange               |
| Relégués en Division d'Honneur                  | National Schifflange       |
| Relégués en Division d'Honneur                  | Red Star Merl-Belair       |